# غاري أوكونور (لاعب كرة قدم)
غاري أوكونور (بالإنجليزية: Gary O'Connor)‏ (7 أبريل 1974 في المملكة المتحدة - ) هو لاعب كرة قدم بريطاني في مركز حراسة المرمى. شارك مع منتخب اسكتلندا تحت 21 سنة لكرة القدم. أما مع النوادي، فقد لعب مع ريث روفرز ونادي بارتيك ثيسل ونادي دونكاستر روفرز وهارت أوف ميدلوثيان ونادي إيست فيف ونادي ستيرلينغشير الشرقية وNewtongrange Star F.C. ‏ وبيرويك راينجرز ونادي كاودينبيث لكرة القدم.

## وصلات خارجية
- غاري أوكونور (لاعب كرة قدم) على موقع قاعدة بيانات كرة القدم.إي يو (الإنجليزية)
- غاري أوكونور (لاعب كرة قدم) على موقع Soccerbase.com (لاعب) (الإنجليزية)